# Alexandra Wester
Alexandra Wester (ur. 21 marca 1994 w Gambii) – niemiecka lekkoatletka, skoczkini w dal.
Córka Ghanijki i Niemca. Początkowo trenowała wieloboje, lecz ze względu na kontuzje zdecydowała się trenować skok w dal.

## Osiągnięcia
| Rok  | Impreza                   | Miejsce        | Lokata            | Wynik |
| ---- | ------------------------- | -------------- | ----------------- | ----- |
| 2016 | Halowe mistrzostwa świata | Portland       | 6. miejsce        | 6,67  |
| 2016 | Mistrzostwa Europy        | Amsterdam      | 7. miejsce        | 6,51  |
| 2016 | Igrzyska olimpijskie      | Rio de Janeiro | el. – 34. miejsce | 5,98  |
| 2017 | Halowe mistrzostwa Europy | Belgrad        | 8. miejsce        | 6,53  |
| 2017 | Mistrzostwa Świata        | Londyn         | el. – 23. miejsce | 6,27  |
| 2018 | Mistrzostwa Europy        | Berlin         | el. – 15. miejsce | 6,55  |

Medalistka mistrzostw kraju w juniorskich kategoriach wiekowych. Złota medalistka mistrzostw Niemiec (2016). 

## Rekordy życiowe
- Skok w dal (stadion) – 6,79 (2016 i 2017) / 7,00w (2016)
- Skok w dal (hala) – 6,95 (2016)